# Karel Vopička
Karel Josef Vopička (3. listopadu 1857 Dolní Hbity – 3. září 1935 Chicago), v anglických textech Charles J. Vopicka, byl americký průmyslník a diplomat českého původu. Roku 1880 emigroval do USA a stal se úspěšným podnikatelem v Chicagu (nejprve obchodník, notář a bankéř, později spoluzakladatel a prezident pivovaru Atlas Brewing Co.). Angažoval se v českoamerické komunitě a podporoval Demokratickou stranu. V letech 1913–1920 působil jako vyslanec Spojených států pro Rumunsko, Srbsko a Bulharsko se sídlem v Bukurešti; v této roli během první světové války organizoval pomoc zajatcům a uprchlíkům, zastupoval zájmy několika válčících mocností na Balkáně a po vstupu USA do války podporoval úsilí Rumunska, organizoval obranu proti bolševikům a nakonec urovnával spory nástupnických států se sousedy a menšinami. Jeho činnost byla široce oceňována; po skončení války získal státní vyznamenání Rumunska, Jugoslávie a Československa. Byl autorem pamětí, vydaných anglicky (Secrets of the Balkans, 1921), česky (Taje Balkánu, 1927) a později i rumunsky a srbsky.

## Život

### Mládí v Čechách
Narodil se 3. listopadu 1857 v Dolních Hbitech u Příbrami jako jedno ze čtrnácti dětí rolníka-domkáře Josefa Vopičky. Navštěvoval obecnou školu v Příbrami, poté absolvoval s vyznamenáním pražskou obchodní akademii. Studium zčásti financoval zpěvem v benediktinském a křižovnickém klášteře. Po maturitě pracoval nejprve jako účetní měšťanského pivovaru v Berouně a poté u firmy Prokopec v Praze.

### Působení v USA

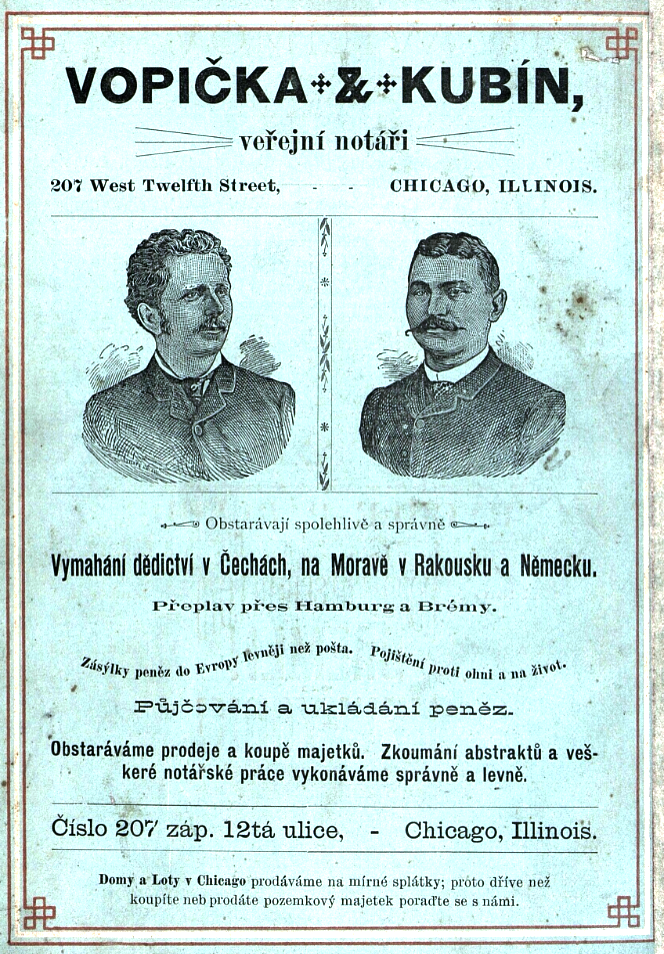
Reklama firmy Vopička & Kubín (1888)

V červnu 1880 opustil Prahu a odcestoval z Le Havre lodí La France do USA, kam dorazil 3. července. Nejprve zamířil do Racine (Wisconsin), ale už následujícího roku se usadil v Chicagu. Společně s Otto Kubínem založil firmu Vopička & Kubín, která prováděla notářské úkony, vymáhala dědictví v Rakousku a Německu, prodávala lístky na transatlantické plavby, poskytovala finanční služby (vklady, úvěry, převody peněz do Evropy) a zprostředkovávala nákupy a prodeje nemovitostí. 16. července 1885 byl naturalizován, čímž se stal americkým občanem.
Roku 1891 založil společně s Ottou Kubínem a Janem Královcem pivovar Bohemian Brewing Company, roku 1896 přejmenovaný na Atlas Brewing Company, a byl jmenován jeho prezidentem (předsedou představenstva) a ředitelem. Čtyři roky také pracoval jako ředitel Kaspar State Bank.
Vedle podnikatelských aktivit se zapojil do veřejného života. V letech 1894 až 1897 byl členem Chicago West Park Commission, 1901 až 1907 členem školní rady (Chicago Board of Education), 1902 až 1904 členem zvelebovací komise (Chicago Board of Local Improvements. Roku 1906 zasedal v Chicago Charter Commission a 1912 v obchodní komoře (Chicago Association of Commerce). Angažoval se v české komunitě jako předseda České besedy v Chicagu, místopředseda Česko-americké národní rady a člen Česko-americké tiskové kanceláře.
Roku 1904 kandidoval do Sněmovny reprezentantů v 5. obvodu státu Illinois za Demokratickou stranu. Vyhrál primární volby a byl v tisku vynášen jako jeden z nejlepších kandidátů v historii daného okresu, ale kvůli velké neoblibě Demokratů obecně a naopak charismatu republikánského prezidenta Theodora Roosevelta byl překvapivě poražen jiným chicagským Čechem, poměrně neznámým Antonínem Michálkem (který se tak stal prvním Čechem v americkém Kongresu).
Vopička také stále udržoval kontakt s původní vlastí. Například roku 1887 navštívil spolu s p. Královcem Prahu; při té příležitosti věnoval 50 zlatých Akademickému čtenářskému spolku a byl jmenován čestným korespondentem obchodního sdružení Merkur. V roce 1900 se stal zakládajícím členem Tonnerovy nadace (pojmenované po bývalém řediteli Emanuelu Tonnerovi), zřízené na podporu uplatnění absolventů pražské obchodní akademie.

### Jmenování vyslancem a odjezd do Bukurešti
6. září 1913 byl prezidentem Wilsonem navržen na post vyslance Spojených států v Srbsku, Rumunsku a Bulharsku. Byl kontroverzním kandidátem; na jednu stranu byl oceňován jeho elán a podnikatelský úspěch, na druhou stranu se proti němu ostře vymezovali zastánci prohibice, kterým vadilo Vopičkovo spojení s pivovarnictvím. Někteří zesměšňovali argument vyslovovaný na jeho podporu, že „je sice pivovarník, ale alkohol nepije“. Jiným zase vadil jeho evropský původ. 11. září 1913 byla nominace jednomyslně schválena Senátem poté, co se jeho hlavní odpůrce Albert B. Cummins nemohl účastnit hlasování a další dva zastánci prohibice, Wesley Livsey Jones a Porter J. McCumber, se nechali přesvědčit senátorem Lewisem ke změně názoru. Po zveřejnění této zprávy došly do Kongresu tisíce protestních dopisů, ale rozhodnutí už bylo nezvratné. Radost měli naopak např. Irové, protože řady amerických diplomatů rozšířil další katolík. Bylo to poprvé, kdy se americkým vyslancem stal člověk narozený mimo území USA.
Vopička se v první polovině října rozloučil s českými přáteli i dalšími významnými osobnostmi v Chicagu a po zastávce ve Washingtonu, kde uspořádal banket pro senátora Lewise a jednoho z kongresmanů, odjel společně s tajemníkem Frankem B. Kendrickem (který byl povoláním reportér z Chicaga) přes New York, Brémy, Prahu a Vídeň do Bukurešti.
1. listopadu 1913 přijel do Prahy na státní nádraží, kde mu místní představitelé připravili velkolepé přivítání. Očekával ho například náměstek pražského starosty Schrötter, profesor Lubor Niederle, vinohradský starosta a bývalý zaměstnavatel Jan Prokopec, členky Amerického klubu dam a několik učitelů, průmyslníků a bankéřů. V následujících dnech se setkal například s pražským starostou Grošem a představiteli Národní rady české (sdružení pro udržování kontaktů se zahraničními Čechy); v projevu zdůraznil zájem amerických Čechů o dění ve staré vlasti a poděkoval prezidentu Wilsonovi za jmenování; shromáždění představitelé pak prezidentovi odeslali pozdravný telegram. Navštívil také rodné Dolní Hbity a zvláště Příbram, kde se mu dostalo velkého uvítání. Hostitelé oceňovali mimo jiné jeho pomoc při organizování sokolské výpravy do Ameriky a rovněž odeslali telegram prezidentu Wilsonovi. Přijal ho i místodržitel Franz Thun und Hohenstein a sešel se se spisovateli, novináři a podnikateli.
Nadšené uvítání, kterého se mu v Čechách dostalo, ale mělo také nepříznivé následky. Sudetští Němci mu například vytýkali, že ve svých projevech prosazoval české vlastenectví, ale nezdůrazňoval nutnost loajality k rakouskému státu — což je princip, kterým se řídí američtí Češi i on osobně („jsem Čech, ale také Američan“). Jak se později ukázalo, stěžovala si na jeho pražské vystupování i rakouská vláda. Ministr zahraničí William Jennings Bryan následně vyzval Vopičku, aby přestal s projevy a pokračoval v cestě přímo do Bukurešti. Zveřejnění této záležitosti mělo politické dopady i v USA, kde část novinářů, zejména zastánci prohibice, kritizovala vládu za vysílání nezkušených diplomatů. Kritika se nevyhnula ani českým novinářům, kteří vytýkali ministru Bryanovi, že trvá na tom, aby američtí diplomaté používali název „Prague, Austria“ místo „Prague, Bohemia“; České království nebylo tehdy suverénním státem a vyvoláváním malicherných sporů mohli novináři jen zkomplikovat Vopičkovo postavení.
Z Prahy odjel 11. listopadu přes Vídeň.

### Vyslancem v Bukurešti
Vopičkovo působení na vyslaneckém postu souhrnně popisují jeho vlastní paměti, vydané ve 20. letech pod názvem Taje Balkánu. 27. listopadu měl v Bukurešti audienci u krále Karla, později v Srbsku a nakonec v Sofii. V Bulharsku uskutečnil rozhovor do časopisu Mir, kde ocenil úsilí cara Ferdinanda o vzdělání národa; to mu tam získalo velkou přízeň. V tisku se nicméně také objevovaly zprávy o jeho diplomatických přešlapech, zejména o velmi neformálním jednání s rumunskými představiteli v rozporu se společenskými pravidly. Tyto nepravdivé zprávy ale nejspíš šířil Vopičkův tajemník Kendricks, který byl krátce poté (duben 1914) propuštěn a poslán zpět do USA. Samotný Vopička se o této záležitosti ve svých pamětech nezmiňuje.
Sarajevský atentát ho zastihl na dostizích v Bukurešti; událost na všechny zapůsobila zdrcujícím dojmem a král se vyjádřil, že to povede k válce. O dva týdny později se měl účastnit královského plesu v Bělehradě, ten ale byl zrušen z důvodu smutku za právě zemřelého ruského vyslance Hartwiga. Když na pohřbu promluvil srbský premiér Nikola Pašić, vyrušoval ho rakouský vyslanec nesouhlasnými poznámkami. Vopička se snažil soukromě přesvědčit srbské představitele, aby se pokusili vyhnout válce s Rakouskem, protože jejich armáda je stále vyčerpaná po poslední válce s Bulharskem. Brzy poté ale Rakousko vydalo ultimátum a první světová válka začala.
Během prvních let války se Bukurešť stala nejdůležitějším místem Balkánu, protože Rumunsko bylo neutrální a obklopené válčícími mocnostmi. Americké vyslanectví tam zastupovalo i zájmy Rakousko-Uherska a Německa. Vopička se zapojil do humanitární pomoci. V Bulharsku nuceně pobývalo množství zajatců a uprchlíků a přes americké vyslanectví pro ně přicházela pošta. Vopička také vyjednával spojování rodin a výměnu zajatců. Řešil také stížnosti na špatnou situaci rakousko-uherských zajatců v Niši, tehdejším dočasném hlavním městě Srbska. Jejich situace byla tíživá z důvodu jejich vysokého počtu, ale srbské úřady se podle něj snažily v rámci svých sil. Krátce poté tam ale došlo k epidemii skvrnitého tyfu, které padly za oběť desetitisíce lidí a která vyvolala ostré protesty rakousko-uherské vlády. Vopička na to reagoval vysláním delegace amerického Červeného kříže s potřebným vybavením a tlakem na srbského premiéra Pašiče, aby se postaral o zlepšení. Úsilím zdravotníků se podařilo nákazu zastavit. Epidemie propukla také v Polsku; Vopička vyjednával o zaslání pomoci přes Rumunsko, ale rakouská vláda ji nepovolila, protože by ji rozděloval Červený kříž, nikoliv oni sami. Vopička na tento požadavek nepřistoupil a akce tak byla zmařena.
Bulharsko zprvu zachovávalo neutralitu; to se ale začalo měnit roku 1915 v souvislosti s úspěchy ústředních mocností. Hlavním zájmem Bulharska bylo, získat zahraniční půjčku a území dnešní Severní Makedonie, která tehdy patřila Srbsku. Vopička se snažil tyto požadavky zprostředkovat, protože je považoval za přiměřenou cenu pro Anglii, Francii či USA (které by půjčily peníze) i Srbsko (za územní ústupky), aby Bulharsko zůstalo neutrální. Jednání ale nepostupovala dostatečně rychle a Bulharsko vstoupilo do války na straně Německa a Rakouska.
Roku 1916 intervenoval Vopička u rakouské vlády za milost pro Karla Kramáře, odsouzeného k smrti; vyslanec Otakar Černín to ale odmítl, protože měl plnou důvěru k soudcům, kteří ho odsoudili.
27. srpna 1916 rozhodla rumunská korunní rada o vstupu země do války na straně Dohody. Ústřední mocnosti ale byly silnější a Rumunsko začalo brzy prohrávat. Krátce před hrozícím pádem Bukurešti většina policických představitelů i zahraničních vyslanců odjela a Vopička převzal diplomatické zastupování Turecka, Německa a Ruska, později ještě Belgie a Francie. V prosinci 1916 vyjednával o kapitulaci Bukurešti. Po obsazení německými vojsky bylo americké vyslanectví všeobecně vyhledávané cizinci i Rumuny se žádostmi o pomoc, kterým se Vopička se svým týmem dvaceti lidí snažil vyhovovat. Reputace americké ambasády byla velká.
Počátkem ledna 1917 otevřeli Němci násilně budovu ruského vyslanectví, která byla pod americkou ochranou. Vopička proti tomu ostře protestoval a žádal nápravu, ale byl odmítnut. Místo toho dostal 10. ledna spolu s dalšími zástupci neutrálních států ultimátum, aby opustil Bukurešť zvláštním vlakem, vypraveným 13. ledna. Příkaz potvrdilo i německé ministerstvo zahraničí, s tím, že v případě setrvání už by nebyl uznáván jako diplomat. Nezbylo mu než se podřídit a opustit město.

### Návrat do USA a zpět do Rumunska
Jeho první cesta vedla do Berlína. Zástupce německé vlády von Busch mu sdělil, že vojenská vláda generála Mackensena se jeho odvoláním dopustila omylu a že odvolán není. Omlouval se za nepříjemnosti, sliboval zamítnutí všech stížností, které proti němu Mackensen vznesl a děkoval za veškeré diplomatické služby, poskytnuté Německu v předchozích letech. Vopička ale odpověděl, že tuto záležitost už musí vyřešit americká vláda. Během následujících týdnů poskytl Vopička několik rozhovorů do tisku, setkal se s významnými Němci a počátkem března odjel přes Kodaň, Malmö a Kristianii do USA. Ke kuriózní situaci došlo v Malmö: Poslední večerní vlak odtud už odjel a ranní by přijel do přístavu v Kristianii příliš pozdě. Vopička proto vyjednal vypravení královského salonního vlaku, který byl náhodou v Malmö odstaven.
Po návratu do Ameriky navštívil prezidenta Wilsona. Doporučil mu, aby současně s případným vstupem do války proti Německu byla vyhlášena válka také Rakousko-Uhersku. V následujících měsících uskutečnil asi čtyřicet projevů v řadě amerických měst. Vyzýval v nich ke vstupu do války na straně Dohody, aby se ukončilo utrpení evropských národů, ochránily zájmy USA a osvobodil německý lid od útlaku ze strany vlastních militaristů.
Po třech měsících dostal příkaz, odjet do města Jasy, kde tehdy sídlila rumunská vláda. Odjel se dvěma tajemníky a čtyřiceti členy Červeného kříže. Z důvodu válečných operací museli jet přes Vancouver, Yokohamu, Tokio, Vladivostok, Charbin, Omsk, Moskvu a Petrohrad. V Petrohradě se setkal s T. G. Masarykem; setkání s premiérem Kerenským zmařila jeho zaneprázdněnost z důvodu probíhající Brusilovovy ofenzívy.
16. září 1917 dorazil do Jasů. Organizoval tam pomoc pro 300.000 zajatců a uprchlíků. Měl také proslovy k vojákům, zejména ruským, které přesvědčoval, aby pokračovali v boji, i když bolševická vláda (po Říjnové revoluci) sjednala s Německem příměří. Snažil se také zorganizovat ukrajinskou armádu pro boj s bolševiky, ale nebyly mu na to včas schváleny finanční prostředky.
Rumuni si přáli, aby se československé legie přesunuly do Besarábie. Podobné přání měl i Masaryk, který se v té souvislosti setkal s Vopičkou v Jasech, i když vyjádřil i obavu o jejich hmotné zajištění. Přesunu nakonec zabránila stávka ruských železničářů.
Po skončení války nastaly pro Vopičku další náročné úkoly. V listopadu 1918 navštívil Kišiněv kvůli stížnostem místních Židů na špatné zacházení ze strany Rumunů. K hrubému zacházení tam sice nedocházelo, ale přesto byli Židé v celém Rumunsku v podřízeném postavení. Vopička zabránil pogromům v Brăila a Bukurešti tím, že o jejich přípravě informoval rumunské úřady. Zároveň vyjednával s rumunskou vládou o zrovnoprávnění Židů; ta mu oponovala, že Židé jsou vzdělanější a Rumuni se jim nejprve musí kulturně vyrovnat. Vyjednávání ale dosáhlo cíle, v květnu 1919 byli zrovnoprávněni. Vopička zároveň podporoval pozemkovou reformu, která by rozdělila majetek velkostatkářů menším rolníkům, jako odstranění příčin vedoucích k bolševismu. Prosazoval u americké vlády, aby na mírové konferenci předala Rumunům Sedmihradsko, Bukovinu a Banát z důvodu rumunské většiny obyvatel.
28. listopadu 1918 se Vopička vrátil z Jasů do Bukurešti, společně s králem a rumunskou vládou. Mír ale ještě nebyl. Rumunsko bylo v těžké situaci a Vopička žádal americkou vládu o potravinovou pomoc, aby mohlo bojovat s maďarským komunistou Bélou Kunem. Za své zásluhy o Rumunsko i Srbsko byl oceněn státními vyznamenáními těchto států; ihned je ale předal na ministerstvo zahraničí, protože američtí diplomaté nemají právo po dobu funkce přijímat ocenění zahraničních vlád.
1. června 1919 dostal dovolenou a odcestoval přes Prahu do USA. V Praze se setkal s prezidentem Masarykem a poskytl rozhovor, v němž „v americkém stylu — stručně, přesně a jadrně“ blahopřál k dosažení nezávislosti Československa, ocenil sibiřské vojáky a vyzval mimo jiné k zanechání malicherných sporů, soustředění na rozvoj průmyslu a vytvoření profesionální diplomatické služby.
Po návratu do Rumunska pomáhal řešit spory mezi Rumunskem a sousedy, popřípadě vnitřními menšinami, vyplývající z nových státních hranic. Například Rumunsko žádalo celý Banát, ačkoliv v jeho části převažovali Srbové a Jugoslávie si toto území nárokovala. Byl to náročný úkol, protože jakýkoli projev ve prospěch jednoho státu mohl být špatně vykládán v jiných státech. Byl také nucen zamítat žádosti od různých skupin, žádajících podporu. Rovněž zprostředkovával výměnu zajatců mezi Rumunskem a Německem.
Diplomatický post opustil 10. července 1920. Jeho posledním úředním aktem bylo, že přesvědčil rumunskou vládu, aby nevytvářela státní ropný monopol, ale umožnila vstup do odvětví zahraničním firmám. Oficiálně rezignoval 9. prosince téhož roku.

### Po návratu z diplomatické mise

Karel Vopička (vlevo), fotografie ateliéru Harris & Ewing

Po návratu do USA se nadále účastnil veřejného a hospodářského života. Například roku 1921 odjel do Velké Británie, aby tam jako zástupce soukromé firmy jednal o těžbě stříbra, zinku a olova v Arizoně. Téhož roku pomohl vyjednat propuštění newyorského divadelního ředitele Gesta, který odjel hledat rodiče do Oděsy a byl zatčen během stanného práva v Kišiněvě.
Opakovaně navštívil Československo, například r. 1921, 1925, 1927 a 1930. V roce 1923 jednal o stavbě velkého hotelu v Praze, financovaného americkým kapitálem. Roku 1929 pomáhal organizovat koncerty Pěveckého sdružení pražských učitelů v několika amerických městech, za což byl oceněn čestným členstvím.
Roku 1931 mu byl prezidentem republiky udělen Řád bílého lva 2. třídy.
Zemřel 3. září 1935 v Chicagu. Pohřben byl 7. září na Českém národním hřbitově. (Některé české zdroje uvádějí datum úmrtí v noci ze 4. na 5. září.)

## Ocenění
Vopička požíval velké úcty zejména v Srbsku, Rumunsku a Československu. V těchto zemích také získal vysoká státní vyznamenání:
- Království Srbů, Chorvatů a Slovinců: Řád bílého orla (24. prosince 1918)[87]
- Rumunsko: Steaua Roumaniei (30. března 1919)[87]
- Československo: Řád bílého lva 2. třídy (1931)[84]

## Dílo
Byl autorem pamětí, vydaných anglicky (Secrets of the Balkans, 1921), česky (Taje Balkánu, 1927) a později i srbsky a rumunsky.

## Rodina
3. února 1883 se oženil s Viktorií Kubínovou (1862–1952). Měli šest dětí.